# Coalizione di centro-destra alle elezioni politiche in Italia del 2018
La coalizione di centro-destra alle elezioni politiche in Italia del 2018 comprendeva quattro distinte formazioni politiche:
- Forza Italia di Silvio Berlusconi;
- Lega di Matteo Salvini;
- Fratelli d'Italia di Giorgia Meloni;
- Noi con l'Italia - UDC di Raffaele Fitto

L'alleanza non ha espresso ufficialmente prima delle elezioni un unico leader, avendo concordato che in caso di vittoria sarebbe stato il partito con il maggior numero di voti a esprimerlo: dopo le elezioni, il leader è risultato essere Matteo Salvini, grazie al 17,7% ottenuto dalla Lega.

## Storia

### La formazione della coalizione
In vista del rinnovo del parlamento, viene inizialmente stretto un patto a tre tra Forza Italia di Silvio Berlusconi, la Lega di Matteo Salvini e Fratelli d'Italia di Giorgia Meloni, successivamente ampliato alla neo formazione centrista Noi con l'Italia - UDC di Raffaele Fitto. Vista la mancanza per la prima volta di una vera leadership all'interno della coalizione, dovuta anche all'incandidabilità di Berlusconi (storico leader del centro-destra), viene deciso che in caso di vittoria sarà il partito con il maggior numero di voti ad esprimere il candidato Presidente del Consiglio dei Ministri.
L'8 gennaio 2018 nasce ufficialmente la coalizione a quattro, e il 18 gennaio viene firmato il programma per le elezioni politiche in Italia del 2018.

### Le elezioni
La coalizione di centro-destra ottiene il 37% dei voti alla Camera dei deputati (263 seggi) ed il 37.49% al Senato della Repubblica (137 seggi), divenendo così la prima forza politica davanti al Movimento 5 Stelle e alla coalizione di centro-sinistra. La Lega risulta essere il primo partito della coalizione, con Matteo Salvini che ne diviene ufficialmente il candidato premier. Nel dettaglio:
- la Lega ottiene il 17.4% alla Camera ed il 17.6% al Senato, con rispettivamente 73 e 37 seggi;
- Forza Italia ottiene il 14% alla Camera ed il 14.4% al Senato, con rispettivamente 59 e 33 seggi;
- Fratelli d'Italia ottiene il 4.3% sia alla Camera che al Senato, con rispettivamente 19 e 7 seggi;
- Noi con l'Italia - UDC ottiene l'1.3% alla Camera e l'1.2% al Senato, non superando la quota di sbarramento ed eleggendo propri rappresentanti solo in collegi uninominali.[6]

Solamente nella circoscrizione Estero, la coalizione si è presentata come lista unitaria e prendeva il nome dai tre leader della coalizione. I loro tre cognomi, inseriti in tre strisce orizzontali (rispettivamente verde, bianca e rossa, a formare un tricolore italiano), costituivano il logo della lista. La lista estera ha ottenuto il 21,43% alla Camera e il 21,98% al Senato, giungendo in entrambi i casi seconda, dietro al Partito Democratico, ed eleggendo così tre deputati (due per la Lega: Simone Billi in Europa e Luis Roberto Lorenzato in America meridionale; una per Forza Italia: Fucsia Nissoli in America settentrionale e centrale) e due senatori (entrambi di Forza Italia: Raffaele Fantetti in Europa e Francesca Alderisi in America settentrionale e centrale).

### Formazione del governo e successivi sviluppi

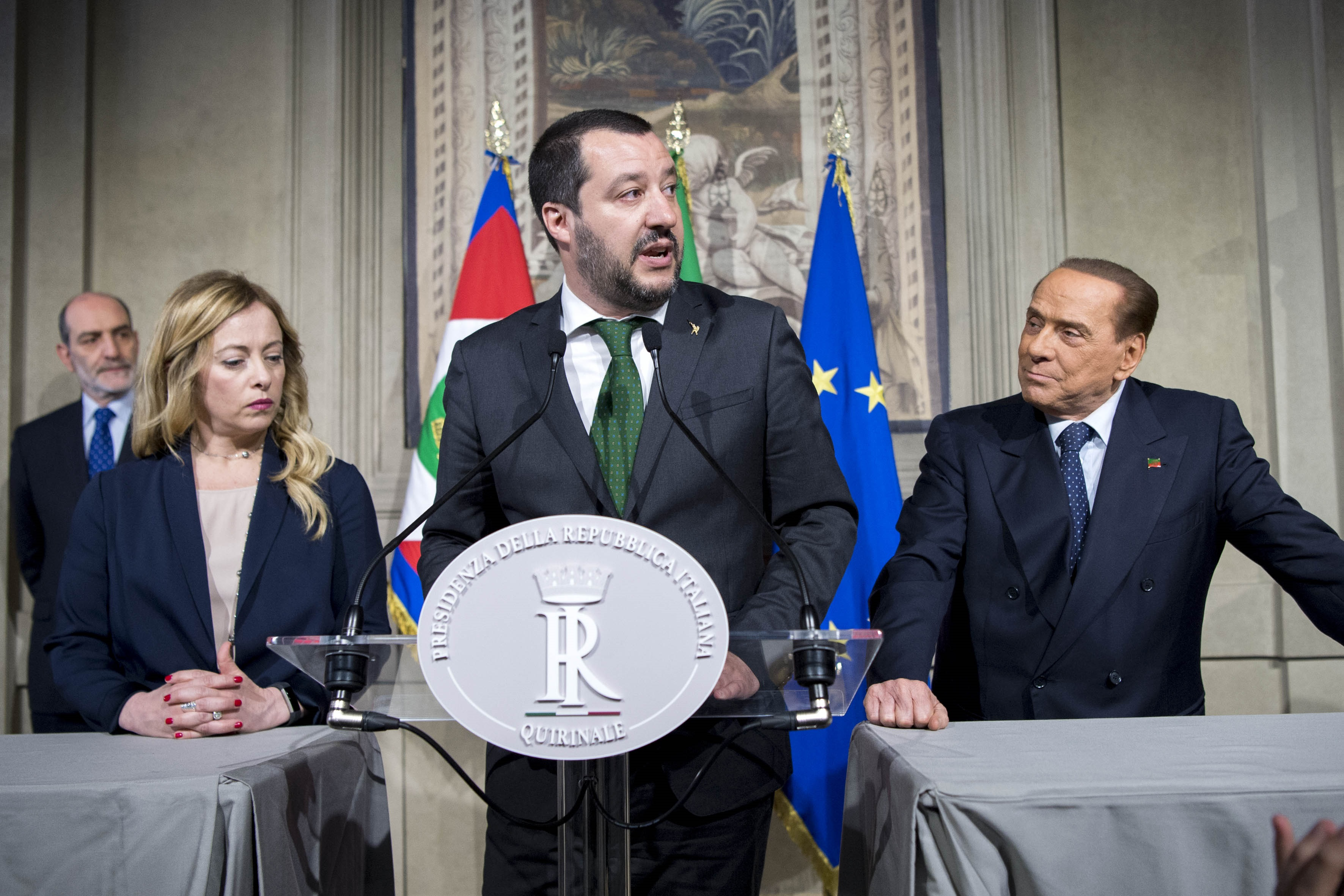
Meloni, Salvini e Berlusconi alle consultazioni del 12 aprile 2018

Il 24 marzo viene eletta Presidente del Senato della Repubblica la senatrice di Forza Italia Maria Elisabetta Alberti Casellati, col sostegno del Movimento 5 Stelle (il quale vede a sua volta eletto Roberto Fico come Presidente della Camera dei deputati, col sostegno del centro-destra). L'elezione della seconda carica dello Stato, tuttavia, ha causato un rischio di scissione interna della coalizione: il primo nome proposto da Forza Italia, infatti, era quello di Paolo Romani, inviso ai 5Stelle per una condanna per peculato. Con una mossa a sorpresa, Salvini aveva annunciato di aver votato, alla seconda votazione, Anna Maria Bernini (FI), con il sostegno di Luigi Di Maio, ma non di Berlusconi. Il giorno dopo, infine, era stato proposto il nome della Alberti Casellati, eletta alla quarta votazione.
La mancanza della maggioranza assoluta costringe Salvini, Berlusconi e Meloni a dover cercare l'appoggio di un'altra forza politica per formare un Governo. Tuttavia, se da una parte Salvini e Meloni si dimostrano indisponibili a dialogare col Partito Democratico, dall'altra Berlusconi pone il proprio pesante veto al Movimento 5 Stelle, causando una situazione di stallo istituzionale. A ciò si va ad aggiungere la disponibilità di Di Maio di dialogare solamente con la Lega e non con Forza Italia, "non riconoscendo la coalizione di centro-destra" perché presentatasi sia alle elezioni che alle consultazioni con tre leader diversi.
Nel frattempo, il centro-destra vince sia le elezioni regionali in Molise che quelle in Friuli-Venezia Giulia, eleggendo come Presidenti Donato Toma (FI, 43.46%) e Massimiliano Fedriga (Lega, 57.09%). Il 7 maggio, dopo nuove consultazioni, il Presidente della Repubblica Italiana Sergio Mattarella annuncia che, non essendoci alcuna possibilità di formare una maggioranza, in pochi giorni avrebbe nominato un "governo neutrale" fino a dicembre, nonostante il parere contrario di centro-destra e 5Stelle. Tuttavia, il 9 maggio il Quirinale rilascia un comunicato nel quale sostiene che Lega e 5Stelle hanno chiesto ulteriori 24 ore di tempo per formare un Governo. In serata, Berlusconi annuncia che, in caso di accordo tra Salvini e Di Maio, Forza Italia non avrebbe loro accordato la fiducia.
Il 10 maggio, Lega e 5 Stelle chiedono al Colle qualche ulteriore giorno di tempo per limare il "contratto di Governo". L'11 maggio la Meloni, dopo un incontro con Luigi Di Maio, denuncia che quest'ultimo avrebbe chiesto il sostegno di Fratelli d'Italia in cambio di un posto nel nuovo esecutivo, e a seguito del rifiuto della leader avrebbe posto il suo veto su di lei. Il giorno dopo, inoltre, il Tribunale di sorveglianza di Milano stabilisce che Silvio Berlusconi è nuovamente candidabile.
Le trattative tra Di Maio e Salvini proseguono, ed il 14 maggio, convocati dal Presidente Mattarella al Quirinale, chiedono ulteriore tempo per finire di redigere il "contratto di Governo" dopo gli ultimi positivi sviluppi (pur mancando ancora un nome unico per il ruolo di Presidente del Consiglio). Il 18 maggio viene pubblicata la versione definitiva del "contratto per il Governo del cambiamento", poi ratificato dagli iscritti del Movimento 5 Stelle sulla piattaforma Rousseau e da diversi cittadini nei gazebo allestiti dalla Lega Nord. Il 21 maggio, al Quirinale, Di Maio e Salvini propongono al Presidente Mattarella il nome di Giuseppe Conte come Presidente del Consiglio, precedentemente candidato come Ministro della Pubblica Amministrazione dai 5 Stelle. Due giorni dopo, Conte viene incaricato di formare un Governo. Il 27 maggio rimette l'incarico, rinunciando quindi alla formazione di un suo esecutivo, a causa di contrasti con il Quirinale sulla nomina di Paolo Savona quale ministro dell'economia; in reazione a ciò, Giorgia Meloni, seguita poi da Luigi Di Maio, annuncia la volontà di mettere in stato di accusa il Presidente della Repubblica ai sensi dell'articolo 90 della Costituzione.
Il giorno seguente Mattarella affida a Carlo Cottarelli l'incarico di formare un Governo tecnico, che non ottiene il sostegno né di Salvini né di Berlusconi né di Meloni. In seguito alla remissione dell'incarico da parte dell'economista, Mattarella riconvoca e reincarica Conte, il quale accetta senza riserva e presenta la lista dei Ministri al Presidente (con Savona non più all'Economia, sostituito da Giovanni Tria, ma agli Affari europei).
Il 1º giugno il Governo Conte I giura al Quirinale; la Lega è presente con cinque ministri (tra cui Salvini, ministro dell'interno e Vice-Presidente del Consiglio), due indipendenti ideologicamente vicini (Marco Bussetti e Paolo Savona) ed il Segretario del Consiglio dei ministri (Giancarlo Giorgetti). Pochi giorni dopo, Forza Italia vota contro la fiducia al Governo (ad eccezione del deputato di Rinascimento eletto in FI Vittorio Sgarbi), mentre Fratelli d'Italia (che sembrava destinato ad occupare almeno un Ministero, scontrandosi però con il veto del M5S) si astiene.
Nonostante la divisione in ambito governativo, la coalizione si presenta alle elezioni amministrative unita, risultando nuovamente la principale forza politica nazionale.
Alle successive elezioni europee del 26 maggio 2019 i partiti della coalizione concorrono con proprie liste, ciascuno in rappresentanza della rispettiva famiglia europea (la Lega per l'Europa delle Nazioni e della Libertà, FI per il Partito Popolare Europeo e FdI per l'Alleanza dei Conservatori e dei Riformisti Europei); i tre leader di partito (Salvini, Berlusconi e Meloni) risulteranno eletti.
L'8 agosto Salvini dichiara "conclusa" l'esperienza di Governo con il Movimento 5 Stelle, annunciando di voler chiedere la sfiducia del Premier Conte per andare il prima possibile a nuove elezioni con la coalizione di centro-destra.
Successivamente Movimento 5 Stelle, Partito Democratico e Liberi e Uguali (in seguito pure Italia Viva) si accordano per un governo di legislatura sempre con Conte come premier e portando alla nascita del secondo Governo Conte, che giura il 5 settembre 2019.
Il 13 gennaio 2021 Matteo Renzi e Italia Viva decidono di togliere la fiducia al governo, portando alle dimissioni di Conte e alla successiva crisi di governo. Il Presidente della Repubblica incarica l’ex Presidente della Banca centrale europea Mario Draghi di formare un governo, ricevendo l’appoggio di quasi tutti i partiti, fra cui Lega e Forza Italia, tranne che Fratelli d’Italia, Sinistra Italiana e numerosi parlamentari del Gruppo misto. Il neo Governo Draghi giura il 13 febbraio 2021.

## Programma
Il principale punto delle proposte del centrodestra era stata una riforma fiscale basata sull'introduzione di una flat tax, per Berlusconi inizialmente basata sull'aliquota corrente più bassa (23%) con una no tax area innalzata a 12.000 euro, procedendo poi a una futura riduzione graduale dell'aliquota, da Salvini invece auspicata da subito al 15%; si trattava secondo Il Sole 24 ORE di una misura dal costo di 25 miliardi l'anno se calcolata al 20% o fino a 40 miliardi se abbassata al 15%, per i proponenti cifre che sarebbero state finanziate dagli effetti positivi sull'economia e una forte riduzione delle detrazioni. Forza Italia aveva anche proposto la cancellazione dell'IRAP, l'aumento delle pensioni minime a 1.000 euro, l'introduzione di un "reddito di dignità" per combattere la povertà, decontribuzioni sulle assunzioni giovanili, modifiche alla legge Fornero sulle pensioni e la promozione di un piano Marshall europeo per l'Africa. Complessivamente si trattava di un programma da almeno 100 miliardi di euro, che i proponenti prevedevano di finanziare con un taglio alle agevolazioni fiscali, ai cattivi trasferimenti alle imprese, dalla lotta all'evasione, dalla chiusura dei contenziosi tra stato e contribuenti (condono), dalla valorizzazione beni confiscati alle mafie e dalla spending review. Durante la campagna elettorale Berlusconi aveva inoltre riproposto la formula del contratto con gli italiani, con cui prometteva di lavorare con il futuro premier per portare il tasso di disoccupazione sotto la media europea (8,7%) entro fine legislatura, e, a pochi giorni dal voto aveva proposto Antonio Tajani come figura per guidare la coalizione al suo posto dopo il voto, vista la sua incandidabilità.
Con le liste di Forza Italia erano stati candidati anche rappresentanti del movimento animalista di Michela Vittoria Brambilla, che auspicava lo stop agli allevamenti di animali usati per ricavarne pellicce, l'esclusione degli animali dal redditometro, cure veterinarie gratuite per i meno abbienti e l'istituzione di un garante dei diritti per gli animali.
La Lega, oltre la flat tax al 15%, aveva proposto la sostituzione integrale della legge Fornero e la possibilità di andare in pensione con 41 anni di contributi, la "rottamazione" delle cartelle esattoriali per i contribuenti in difficoltà, l'abolizione del limite all'uso del contante e la regolarizzazione della prostituzione. La Lega proponeva anche una riforma sanitaria basata su centri sanitari diffusi, visionando gli ospedali come i punti centrali in cui si curano solo le fasi acute, l'istituzione di una scuola di formazione per la dirigenza sanitaria pubblica e politiche ambientali basate su modelli di economia verde e circolare. In tema di sicurezza Salvini si era inoltre detto favorevole alla castrazione chimica «per chi abusa di minori e per chi reitera il reato di violenza sessuale» e alla reintroduzione della leva obbligatoria.
Fratelli d'Italia aveva proposto asili nido gratuiti, un assegno da 400 euro mensili per i nuovi nati fino al sesto anno di età, congedi parentali retribuiti all'80% fino al sesto anno dalla nascita, aumento di stipendi ed equipaggiamenti alle forze dell'ordine, maggiore uso dell'esercito come misura di contrasto alla criminalità, una nuova legge sulla legittima difesa, l'abolizione degli sconti automatici delle pene, l'eliminazione dei test di ingresso universitari sostituendoli con una selezione da effettuare dopo il primo anno accademico sul modello delle università francesi e, similmente alla Lega Nord, una maggiore lotta all'immigrazione clandestina.
Il programma unitario presentato dalla coalizione del centrodestra, sottoscritto anche da Noi con l'Italia - UDC, prometteva anche di non tassare la prima casa ed eliminare le tasse sulla "prima auto", eliminare le imposte su successioni e donazioni, introdurre il principio del divieto di tassazione in assenza di reddito, la chiusura di Equitalia con la riscossione affidata agli enti locali, il rimpatrio dei clandestini, il ritorno di poliziotto e carabiniere di quartiere, la separazione delle carriere dei magistrati inquirenti e giudicanti, oltre a una legge costituzionale per impedire ai parlamentari di cambiare partito. L'osservatorio conti pubblici italiani dell'Università Cattolica del Sacro Cuore ne aveva stimato il costo complessivo in 136 miliardi, in grado di generare un disavanzo annuo di 54 miliardi e un effetto cumulato sul debito pari a 174 miliardi fino al 2022.

## Risultati elettorali
|                |        | Voti       | %     | Seggi     |
| Politiche 2018 | Camera | 12.164.732 | 37,00 | 265 / 630 |
| Politiche 2018 | Senato | 11.340.602 | 37,49 | 137 / 320 |

## Componenti

### Sulla scheda elettorale
- Forza Italia di Silvio Berlusconi;
- Lega di Matteo Salvini;
- Fratelli d'Italia di Giorgia Meloni;
- Noi con l'Italia - UDC di Raffaele Fitto;[78]
- Salvini - Berlusconi - Meloni (lista unitaria esclusivamente per la circoscrizione Estero).
- Forza Italia-Fratelli d'Italia-Nuova Valle d'Aosta (lista unitaria esclusivamente per la circoscrizione Valle d'Aosta)

### Non presenti sulla scheda elettorale
- Cantiere Popolare di Francesco Saverio Romano (in Noi con l'Italia - UDC)
- Direzione Italia di Raffaele Fitto (in Noi con l'Italia - UDC);
- DiventeràBellissima di Nello Musumeci (in Fratelli d'Italia);
- Fare! di Flavio Tosi (in Noi con l'Italia - UDC);
- Identità e Azione di Gaetano Quagliariello (in Noi con l'Italia - UDC);
- Movimento Nazionale per la Sovranità di Gianni Alemanno (nella Lega);
- Nuovo CDU di Mario Tassone (in Noi con l'Italia - UDC);
- Nuovo PSI di Stefano Caldoro (in Forza Italia);
- Partito Liberale Italiano di Stefano De Luca; (nella Lega)
- Partito Pensionati di Carlo Fatuzzo (in Forza Italia);
- Partito Sardo d'Azione di Christian Solinas; (nella Lega);
- Rivoluzione Cristiana di Gianfranco Rotondi  (in Forza Italia);
- Scelta Civica di Enrico Zanetti (in Noi con l'Italia - UDC);
- Unione di Centro di Lorenzo Cesa (in Noi con l'Italia - UDC).